# Kaah el Rim
Kaah el Rim è un centro abitato e comune (municipalité) del Libano situato nel distretto di Zahle, governatorato della Beqā.